# علي صالح (لاعب كرة قدم إماراتي)
علي صالح علي صالح (مواليد 22 يناير 2000) لاعب كرة قدم إماراتي يجيد اللعب في الهجوم مع نادي الوصل في دوري الخليج العربي الإماراتي.
مثل نادي الوصل في الفئات السنية إلى أن وصل للفريق الأول في عام 2017 .

## روابط خارجية
- علي صالح علي على موقع إي إس بي إن إف سي (الإنجليزية)
- علي صالح علي على موقع قاعدة بيانات كرة القدم.إي يو (الإنجليزية)
- علي صالح علي على موقع ناشيونال فوتبول تيمز (الإنجليزية)
- علي صالح علي على موقع Soccerway.com (الإنجليزية)
- علي صالح علي على موقع عالم كرة القدم.نت (الإنجليزية)